# Geneva Open 1982
Il Geneva Open 1982 è stato un torneo di tennis giocato sulla terra rossa. È stata la 3ª edizione del torneo, che fa parte del Volvo Grand Prix 1982. Si è giocato a Ginevra in Svizzera dal 20 al 26 settembre 1982.

## Campioni

### Singolare maschile
Mats Wilander ha battuto in finale  Tomáš Šmíd con il punteggio di 7–5, 4–6, 6–4

### Doppio maschile
Pavel Složil /  Tomáš Šmíd hanno battuto in finale  Carl Limberger /  Mike Myburg con il punteggio di 6–4, 6–0